# Hoplitis laminifera
Hoplitis laminifera är en biart som beskrevs av Popov 1960. Hoplitis laminifera ingår i släktet gnagbin, och familjen buksamlarbin. Inga underarter finns listade i Catalogue of Life.